# St Leonards-on-Sea

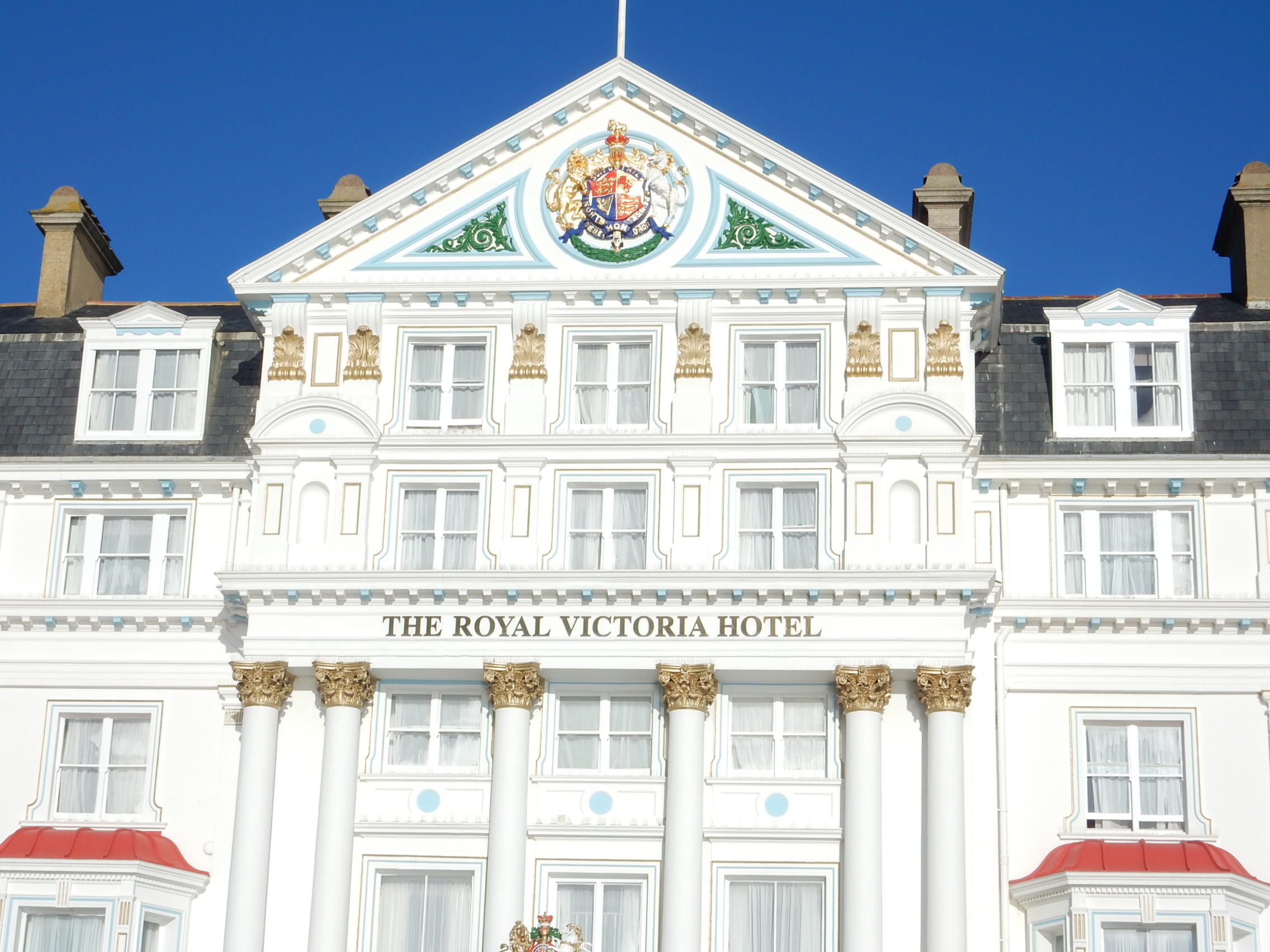
St Leonards-on-Sea, Best Western Royal Victoria Hotel, detail

St Leonards-on-Sea est une ville d'Angleterre, dans la proche banlieue ouest d'Hastings.
Elle a été créée, en tant que ville balnéaire, par l'architecte James Burton à la fin des années 1820. Les plans d'origine sont maintenant au musée de Hastings.
Burton acquiert en 1827 une vaste zone côtière de près d'un kilomètre de long, sur 750 m de large, empiétant sur une vallée boisée dite «Old Woman's Tap Shaw». Dans sa conception de St Leonards, Burton est largement influencé par l'expérience de sa collaboration avec John Nash à Regent's Park, à Londres. Il en imite l'imposant style classique appliqué aux bâtiments mitoyens, mais aussi aux espaces publics, à l'architecture de plaisance et aux pittoresques villas individuelles.
Par cette opération immobilière de grande ampleur, il réalise notamment une série de maisons contiguës, dont sa propre demeure, West House (actuellement 57 Marina). Un prospectus de 1829 annonce les divers types de logements qui seront proposés, et en 1832, la plupart des édifices sont construits. Jusqu'à sa mort, en 1837, il réalise l'hôtel Royal Vitoria, la South Colonnade, une voie couverte dotée de magasins à la limite de la ville de Hastings. Sa tombe, dans le cimetière de l'église de St Leonards, est marquée d'une pyramide.
L'hôtel Royal Victoria (aujourd'hui Best Western Royal Victoria) a été construit en 1828 par James Burton. Le majestueux édifice, de style classique, a reçu la visite du roi George V, du Prince Albert, d'Edouard VII, des premiers ministres Gladstone et Palmerston, ainsi que le poète Alfred Tennyson. Il a reçu un vaste porche fermé en 1903 (date en façade).

## Personnalités liées
- James Burton
- Johann Löwenthal
- Henry Rider Haggard
- Anthony Crosland
- Rainier III de Monaco
- Annie Besant
- Anna Kingsford
- Démophile Laforest
- Iain Sinclair
- Woodbine Parish (1796-1882), diplomate, scientifique et voyageur, mort à St Leonards-on-Sea.